# Ammospiza
Ammospiza – rodzaj ptaków z rodziny pasówek (Passerellidae).

## Zasięg występowania
Rodzaj obejmuje gatunki występujące w Ameryce Północnej.

## Morfologia
Długość ciała 10,5–15 cm, masa ciała 10–28,7 g.

## Systematyka

### Etymologia
Ammospiza: gr. αμμος ammos – piasek; σπιζα spiza – zięba, od σπιζω spizō – ćwierkać. 

### Podział systematyczny
Do rodzaju należą następujące gatunki:
- Ammospiza leconteii (Audubon, 1844) – bagiennik prążkogłowy
- Ammospiza maritima (A. Wilson, 1811) – bagiennik żółtoczelny
- Ammospiza nelsoni (J.A. Allen, 1875) – bagiennik płowy
- Ammospiza caudacuta (J.F. Gmelin, 1788) – bagiennik ostrosterny